# Adolescents
Adolescents (в переводе с англ. — «подростки»)   — американская панк-рок-группа, образованная в 1979 году в Фуллертоне, Калифорния. Перед тем как создать группу, её участники уже успели поиграть в составе Agent Orange и Social Distortion. Adolescents часто называется одной из важнейших хардкор-панк-групп 1980-х.

## Состав группы
| Текущие участники - Тони Рефлекс – ведущий вокал (1980–1981, 1986–1988, 2001–настоящее время) - Дэн Рут – соло-гитара (2010–настоящее время) - Майк Камбра – ударные (2013–настоящее время) - Иэн Тейлор – ритм-гитара (2014–настоящее время) - Брэд Логан – бас-гитара (2018–настоящее время) Бывшие участники - Стив Сото – бас-гитара, вокал (1980–1981, 1986–1989, 2001–2018, умер в 2018) - Фрэнк Эгню – соло-гитара (1980–1981, 1986, 1988–1989, 2001–2006) - Джон О'Донован – ритм-гитара (1980) - Питер Пен – ударные (1980) - Рик Эгню – ритм-гитара, вокал (1980–1981, 1986–1989, 2001–2003) - Кейси Ройер – ударные (1980–1981, 1986, 2001) - Пэт Смир – ритм-гитара (1981) - Стив Робертс – ритм-гитара (1981) - Альфи Эгню – соло-гитара (1986) - Сэнди Хэнсен – ударные (1986–1989) - Дэн Колбёрн – соло-гитара (1986–1987) - Пол Кейси – соло-гитара (1988; died 2015) - Дерек О'Брайен – ударные (2001–2008) - Фрэнк Эгню мл. – ритм-гитара (2005) - Джо Харрисон – ритм-гитара (2006–2012, 2014) - Майк МакКнайт – ритм-гитара (2008–2013) - Армандо дель Рио – ударные (2008–2013) - Лерой Мерлин – ритм-гитара, задний вокал (2014) |

## Дискография

### Студийные альбомы
| Год  | Название              | Описание |
| 1981 | Adolescents           | Первый альбом группы. Был переиздан в 1997 году, затем в 2001.                                                                           |
| 1987 | Brats in Battalions   | Первый альбом, после первого распада группы.                                                                                             |
| 1988 | Balboa Fun*Zone       | Последний альбом перед очередным распадом.                                                                                               |
| 2005 | OC Confidential       | Первый альбом после их второго воссоединения; выбран как один из «десяти лучших альбомов O.C. за первое десятилетие 21 века » OC Weekly. |
| 2011 | The Fastest Kid Alive | |
| 2013 | Presumed Insolent     | |
| 2014 | La Vendetta...        | |
| 2016 | Manifest Density      | |
| 2018 | Cropduster            | |

### Другие релизы
| Год  | Название                                                   | Описание                                              |
| 1980 | Amoeba                                                     | 7" сингл                                              |
| 1981 | Welcome to Reality EP                                      | Мини-альбом (Вошёл в переиздание альбома Adolescents) |
| 1987 | Rat Music for Rat People, Vol. 3                           | Сборник лейбла CD Presents                            |
| 1989 | Live in 1981 and 1986                                      | Концертная компиляция                                 |
| 1997 | Return to the Black Hole                                   | Концертный альбом                                     |
| 2003 | Live at the House of Blues 10/3/03 (The Show Must Go Off!) | Концертный альбом, состоящий из CD и DVD              |
| 2004 | Unwrap and Blow Me                                         | Мини-альбом                                           |
| 2005 | The Complete Demos 1980–1986                               | Компиляция                                            |
| 2009 | Split 12" with Burning Heads                               | Сплит-альбом с французской группой Burning Heads      |
| 2012 | American dogs in Europe                                    | Мини-альбом                                           |